# Henry Lee II
Henry Lee II (1730-1787) fra “Leesylvania”, Prince William Co., Virginia. Henry II var den tredje søn af kaptajn Henry Lee I (1691-1747) fra “Lee Hall”, Westmoreland County og hans kone, Mary Bland (1704-1764), hvis mor var en grandtante til præsident Thomas Jefferson afstammede fra kongerne John af England, Edward I af England, Jean de Brienne af Jerusalem, Edward III af England og Pedro I of Castile  .
Henry blev født på “Lee Hall” i 1729, bosatte sig i Prince William County på“Leesylvania”, nær byen Dumfries. Han var fredsdommmer i dette distrikt som den første. Desuden var han udpeget som em Burgess i 1758, og gjorde tjeneste i flere perioder indtil 1772. Han var medlem af konventet fra 1774-1776. Lee gjorde tjeneste som Løjtnant for Prins William County og var aktiv i denne position under den amerikanske uafhængighedskrig. Henry sad også i staten Virginias Senat i 1780. Henry’s testamente var dateret 10. august 1787, og blev stadfæstet i Prince William County den 1. oktober samme år. 
"Leesylvania" lå mellem Neabsco Creek og Powell Creek i Prince William County, Virginia. Det havde et fantastisk blik op ad Potomacfloden. Plantagens stuehus brændte omkring 1790. Ejendommen blev solgt til Henry Fairfax i 1825, og hans familie boede der i et hjem, som han have stammet fra før Lee familiens hus. Fairfax hjemmet brændte i 1910 og ruinerne af væggene og en skorsten er alt hvad der er tilbage.

## Ægteskab
Henry giftede sig med Lucy Grymes] (1734-1792), med kælenavnet "The Lowland Beauty"  . Hun var meget lys, hendes øjne var blå og hendes hår usædvanligt blond, blødt og tyndt som en baby's. Ifølge den lokale overlevering var hun en af de skønheder fra Virginia, som blev beundret af general George Washington (1732-1799) i hans tidlige ungdom. Til legenden om hende hører også hans vers som skoledreng, og mange har antaget, at da Washington senere favoriserede hendes dreng "Harry" så meget, var det på grund af hans sarte erindringer om drengens mor. 
Lucy var datter af Hon. Charles Grymes (1693-1743) (som var i familie med præsident George Washington) og Frances Jennings. Charles stammede fra godset "Morattico" i Richmond County, Virginia. Han var Sheriff i Richmond County og medlem af rådet fra 1724-1725.

## Børn
1. Generalmajor Henry Lee III "Light Horse Harry" (1756-1818). Henry giftede sig med:
  1. Matilda Lee (1766-1790), datter af Hon. Philip Ludwell Lee, Sr., Esq. (1727-1775) og Elizabeth Steptoe (1743-1789), som giftede sig 2. gang med, Philip Richard Fendall I, Esq. (1734-1805).
  2. Anne Hill Carter (1773-1829), datter af Hon. Charles Carter, Sr. (1737-1802) fra "Shirley" og hans anden kone Anne Butler Moore (1756).
2. Hon. Charles Lee (1758-1815), Justitsminister i USA. Charles giftede sig med:
  1. Anne Lee (1770-1804), datter af Richard Henry Lee (1732-1794) og hans anden kone, Anne (Gaskins) Pinckard.
  2. Margaret Christian (Scott) Peyton (1783-1843), enke efter Yelverton Peyton (1771-1802). Margaret var datter af pastor John Scott (1747-1785) og Elizabeth Gordon.
3. Richard Bland Lee I (1761-1827) fra "Sully", som ægtede Elizabeth "Eliza" Collins (1768-1858), datter af Stephen Collins og Mary Parish.
4. Mary "Mollie" Lee (1764-1827), som giftede sig med Philip Richard Fendall I Esq. (1734-1805), hans tredje kone. Philip var søn af Benjamin Fendall I, Esq. (1708-1764) og dennes første kone, Eleanor Lee (1710-1759).
5. Theodorick Lee (1766-1849) fra "Eckington", som giftede sig med Catherine Hite (1766-1849).
6. Edmund Jennings Lee I (1772-1843), som giftede sig med Sally Lee (1775-1837), datter af Richard Henry Lee (1732-1794) og Anne Aylett (1733-1768).
7. Lucy Lee (1774), som aldrig giftede sig.
8. Anne Lee (1776-1857), som giftede sig med William Byrd Page, Sr. (1768-1812), søn af Mann Page (1742-1787) og Mary Mason Selden (1754-1787).

## Forfædre
Henry II var tredje søn af kaptajn Henry Lee I (1691-1747) fra “Lee Hall”, Westmoreland County og hans kone Mary Bland (1704-1764).
Mary var datter af Hon. Richard Bland, Sr. (1665-1720) og hans anden kone, Elizabeth Randolph (1685-1719).
Henry I, var søn af oberst Richard Lee II, Esq., “the scholar” (1647-1715) og Laetitia Corbin (ca. 1657-1706).
Laetitia var datter af Richard’s nabo og Councillor, Hon. Henry Corbin, Sr. (1629-1676) og Alice (Eltonhead) Burnham (ca. 1627-1684).
Richard II var søn af oberst Richard Lee I, Esq., "the immigrant" (1618-1664) og Anne Constable (ca. 1621-1666).
Anne var datter af Thomas Constable og en myndling af Sir John Thoroughgood.